# Hakim at-Tarabulusi
Hakim at-Tarabulusi (arab. حكيم الطرابلسي; ur. 1992) – tunezyjski zapaśnik walczący w stylu klasycznym. Wicemistrz Afryki w 2014 i 2022; trzeci w 2019 i 2024. Wygrał mistrzostwa arabskie w 2023; drugi w 2014 i 2024 roku.